# Machimus mcalpinei
Machimus mcalpinei là một loài ruồi trong họ Asilidae. Machimus mcalpinei được Martin miêu tả năm 1975. Loài này phân bố ở vùng Tân nhiệt đới.